# Johann Matthias von Galen zu Assen
Johann Matthias von Galen zu Assen (* 8. Mai 1674 auf Schloss Assen; † 3. Februar 1716 in Lippborg) war Domherr im Hochstift Münster.

## Leben

### Herkunft und Familie
Johann Matthias von Galen entstammte dem uralten westfälischen  Adelsgeschlecht von Galen, welches zu den bedeutendsten im Hochstift Münster zählt und aus dem zahlreiche bedeutende und namhafte Persönlichkeiten hervorgegangen sind. Im 16. Jahrhundert sympathisierte es teilweise mit der Reformation, wurde später wieder katholisch. Johann Matthias wuchs als Sohn des Johann Heinrich von Galen (15. November 1609 – 17. September 1694, Erbkämmerer, Reichsfreiherr und Amtsdroste in Vechta, Bruder des Fürstbischofs Christoph Bernhard von Galen) und seiner Gemahlin Anna Elisabeth von der Recke zu Steinfurt mit seinen Halbgeschwistern Margaretha Anna (1644–1700, ⚭ Hermann Matthias von Velen), Katharina Elisabeth (1646–1711, ⚭ Dietrich von Büren), Christoph Bernhard (1646–1647), Franz Wilhelm und Dietrich Christian (1650–1658) sowie mit seinen Schwestern Theodora (* 1654, ⚭ Arnold Johann von Vittinghoff), Brigitta Clara (* 1656, ⚭ Christoph Heidenreich Droste zu Vischering), Anna Maria (1658–1697, ⚭ Johann Adolph von Raesfeldt), Francellina Christina (* 1660, ⚭ Wilhelm Heinrich von Korff), Sophia Elisabeth (1664–1688, ⚭ Stephan Theodor von Neuhoff), Johanna Mechthild (1667–1694), Thyka Christina (* 1669), Regina Theresa (1671–1712, ⚭ Franz Sigismund von Elverfeldt) und seinen Brüdern Christoph Heinrich, Ferdinand Benedikt, Heinrich Ludwig und Karl Anton auf.

### Werdegang und Wirken
Im Dezember 1692 erhielt Johann Matthias eine Dompräbende in Osnabrück, nachdem ihn das Domkapitel hierfür nominiert hatte. Am 26. Februar 1699 erteilte der Turnar die Präbende in Münster für den verstorbenen Raban Wilhelm von Schilder. Er absolvierte ein Studium in Rom und wurde Subdiakon.
Johann Matthias heiratete im Jahre 1706 eine Frau von Raesfeldt zu Twente, deren Vorname unbekannt ist. Am 28. Juni des Jahres verzichtete er auf die Präbende zugunsten des Paderborner Fürstbischofs. Ein Jahr später verzichtete er in Osnabrück zugunsten von Friedrich Christian Droste zu Vischering.